# Domkerk Sint-Olaf (Helsingør)
De Domkerk Sint-Olaf (Deens: Sct. Olai Domkirke) in de Deense stad Helsingør is de zetelkerk van het lutherse bisdom Helsingør.
Het aan de heilige Olaf gewijde godshuis werd omstreeks 1200 als romaanse dorpskerk gebouwd en in de jaren 1400-1450 aanzienlijk vergroot tot een driebeukige basiliek, waardoor de gotische stijl overheerst. Een volgende grote uitbreiding vond plaats in de jaren 1475-1560, zodat een deel van de inventaris de renaissance vertegenwoordigd. De spits van de klokkentoren dateert uit de jaren 1897-1898 en werd door de architect Hermann Baagøe Storck ontworpen.
Oorspronkelijk was de Sint-Olafkerk niet als zetelkerk van de Deense Volkskerk bestemd. Door de deling van het bisdom Kopenhagen werd deze status eerst in 1961 verkregen.
De dom bezit een rijk interieur waaronder een indrukwekkend altaar met een hoogte van 12 meter, dat in de barokke stijl werd gebouwd. Aan weerszijden van het altaar bevinden zich twee altaarstukken, geschonken door de hofdame Birgitte Gøye en de Deense zeeheld Herluf Trolle. De preekstoel werd in 1567 door Jaspar Matiessen gebouwd (het klankbord dateert uit 1624). Eveneens noemenswaardig zijn de fresco's uit de renaissance in de gewelven van het middenschip. Het koorhek in de stijl van de late barok werd in de jaren 1652-1653 geplaatst.

## Afbeeldingen

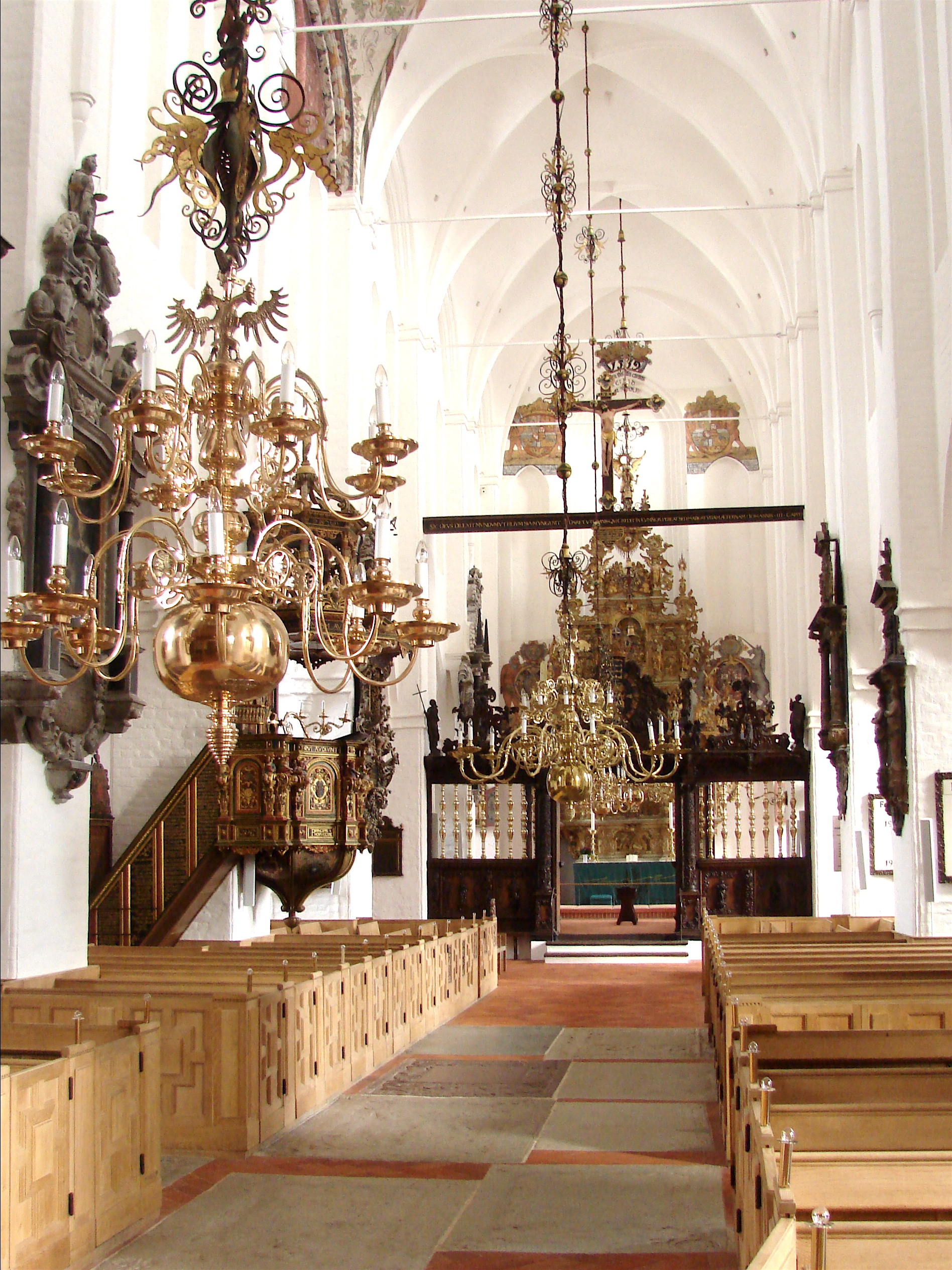
Interieur kerkschip
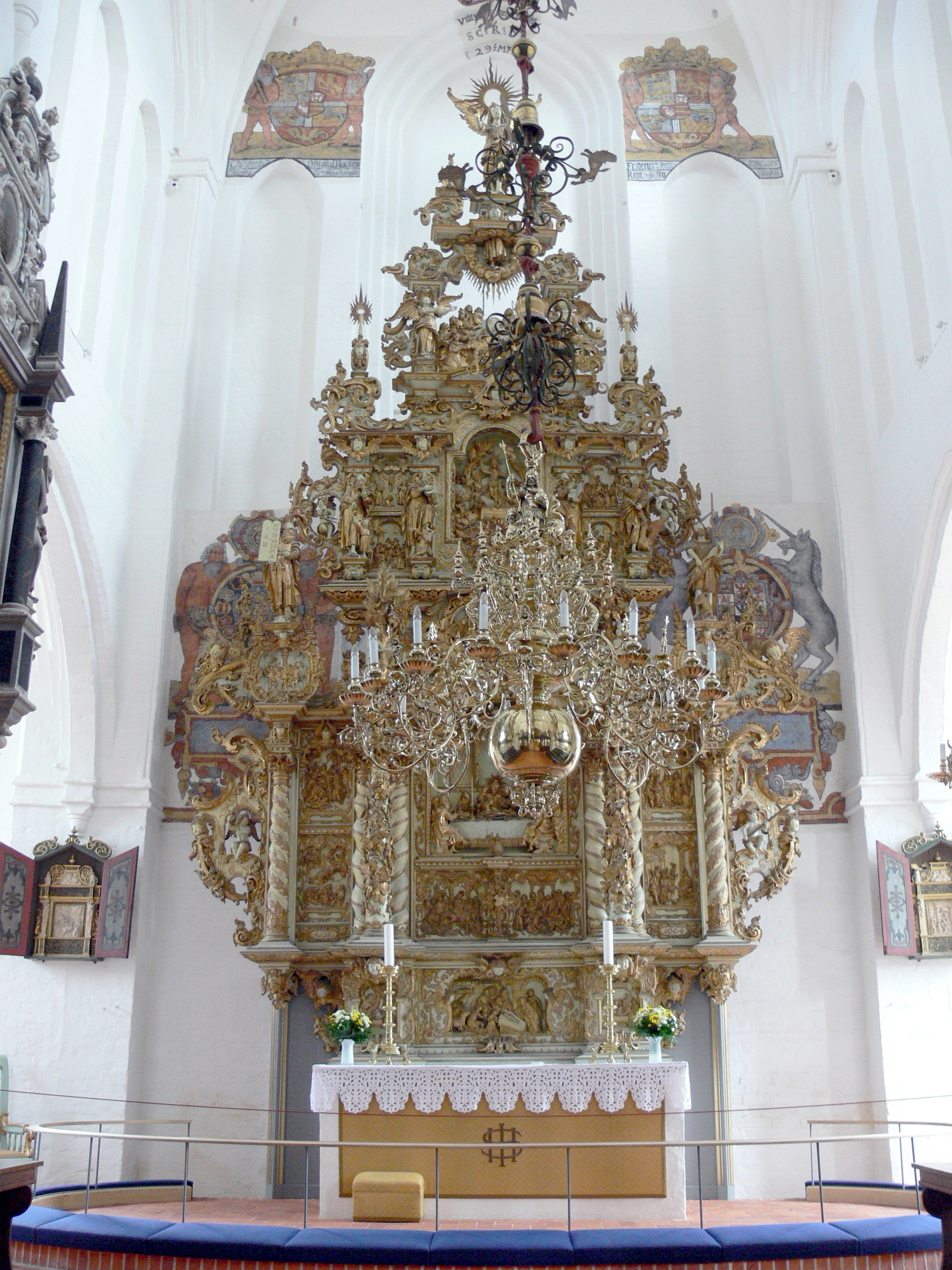
Hoogaltaar
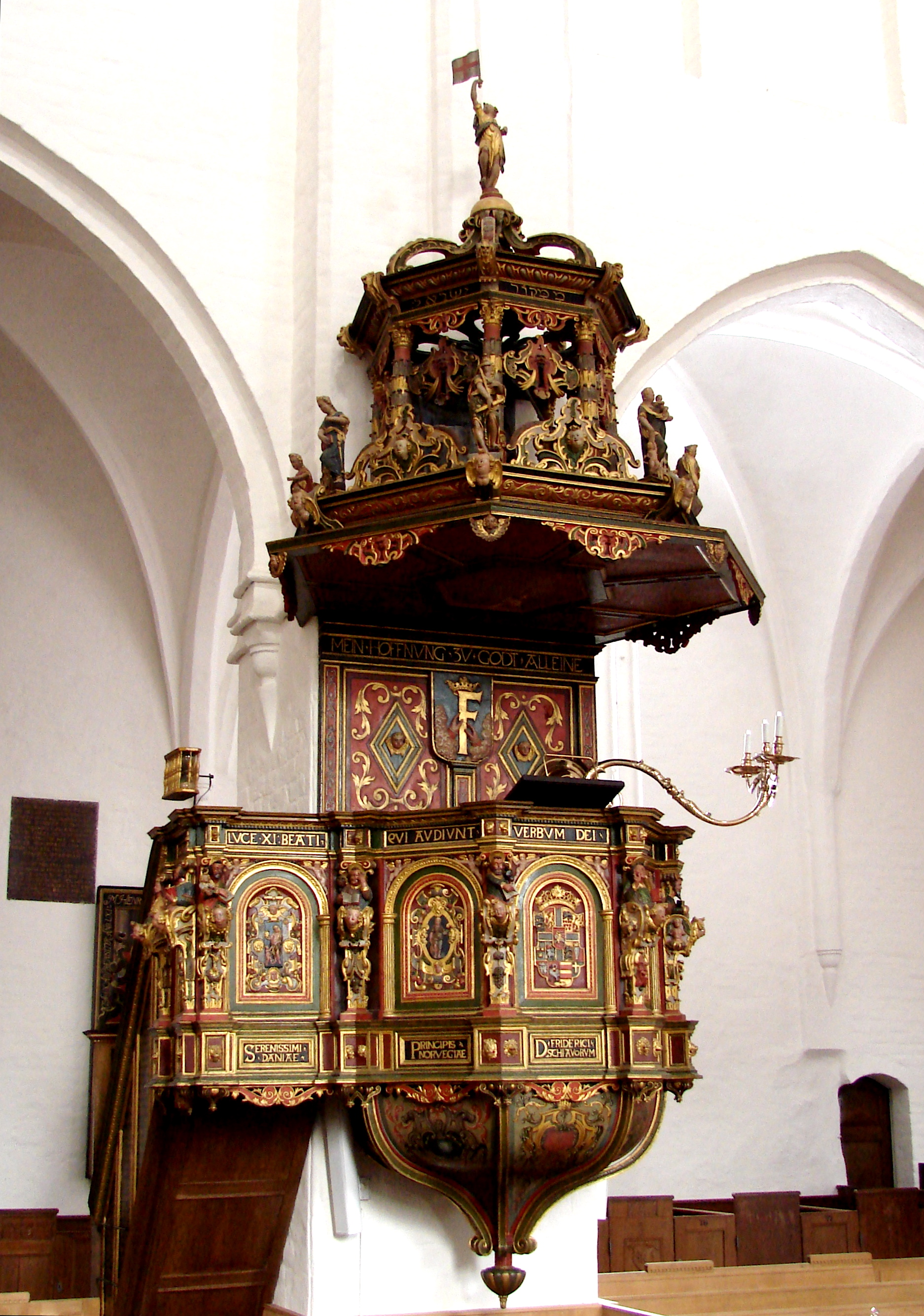
Preekstoel
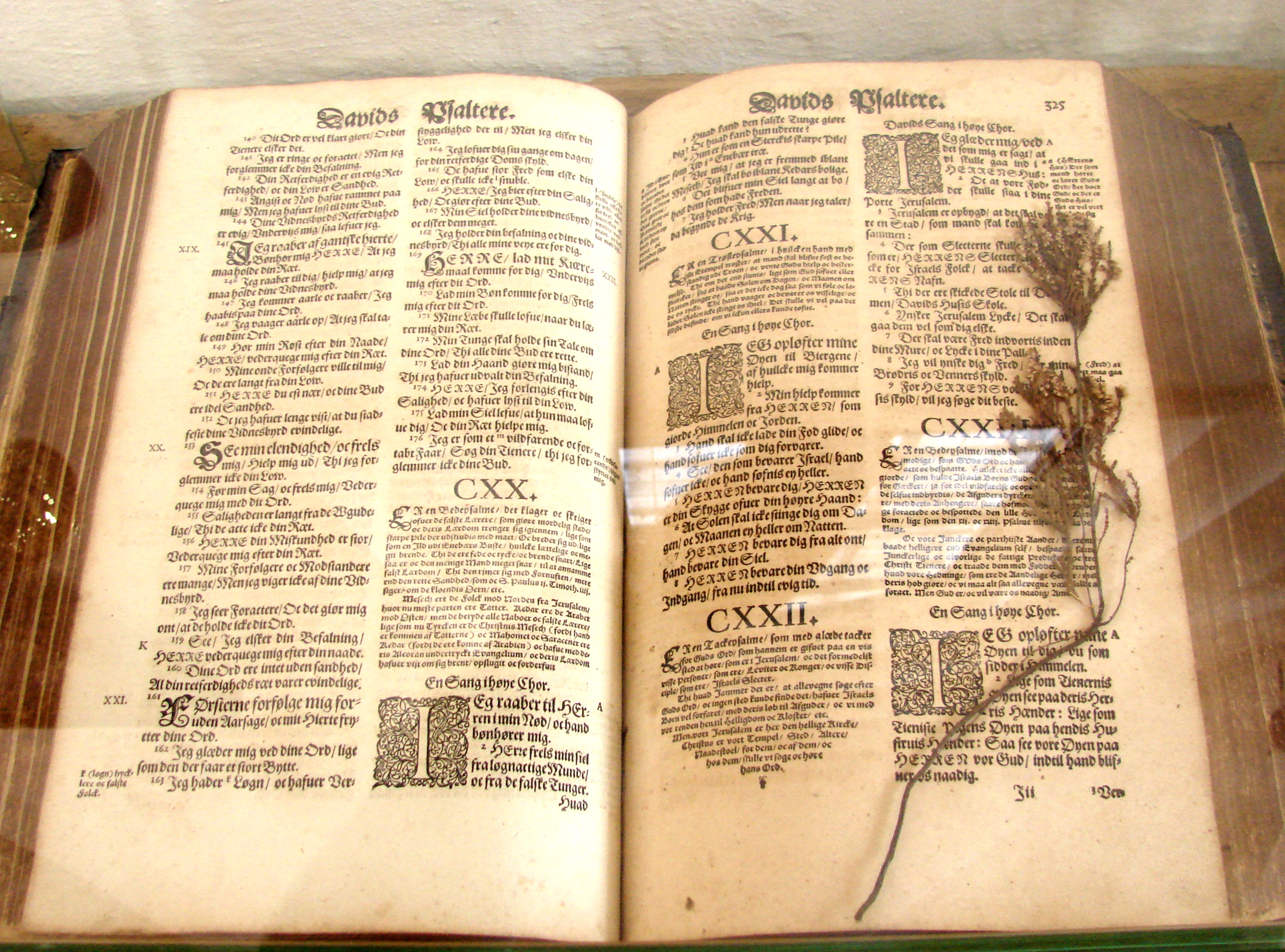
Christiaan IV bijbel
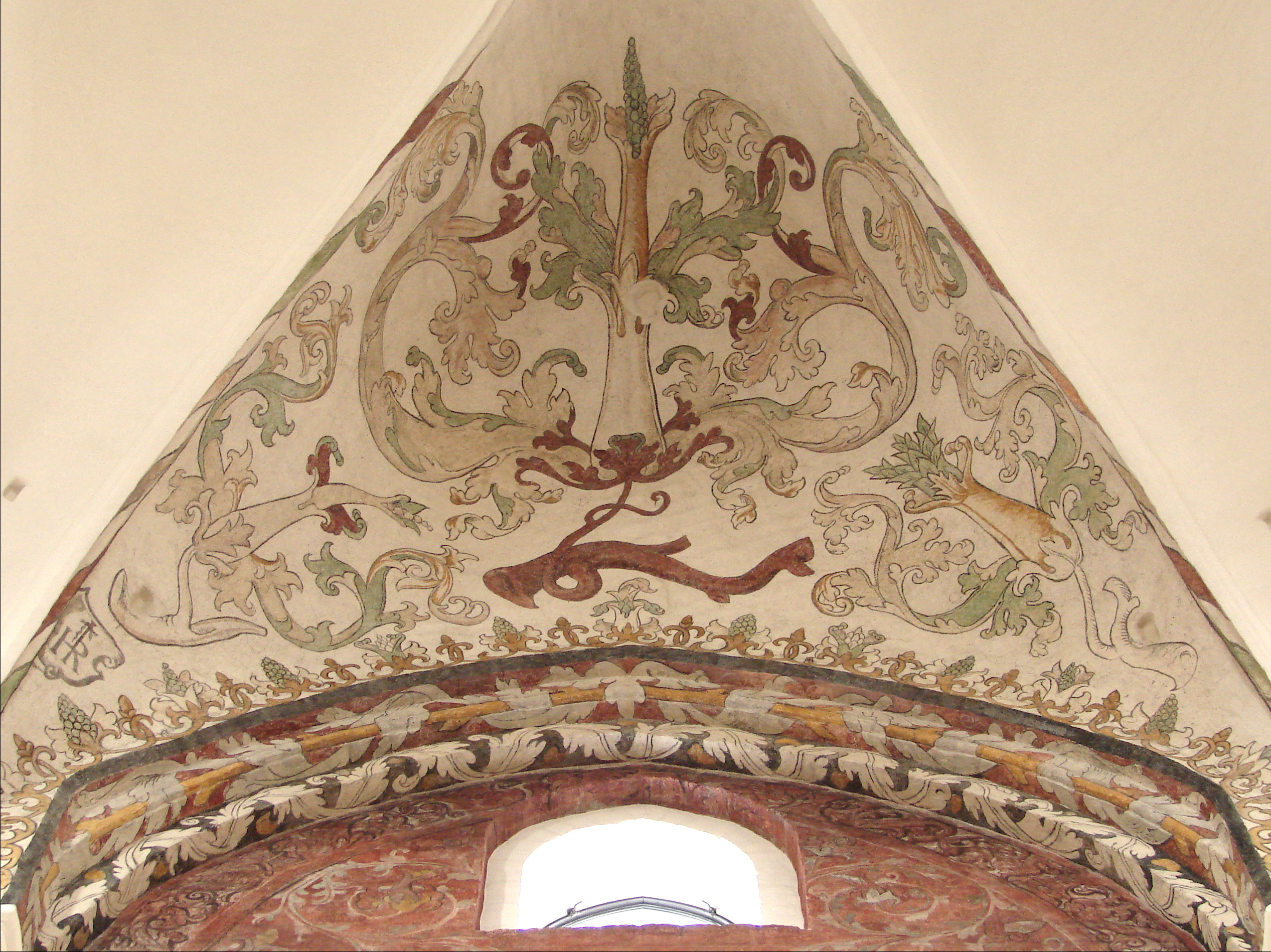
Fresco
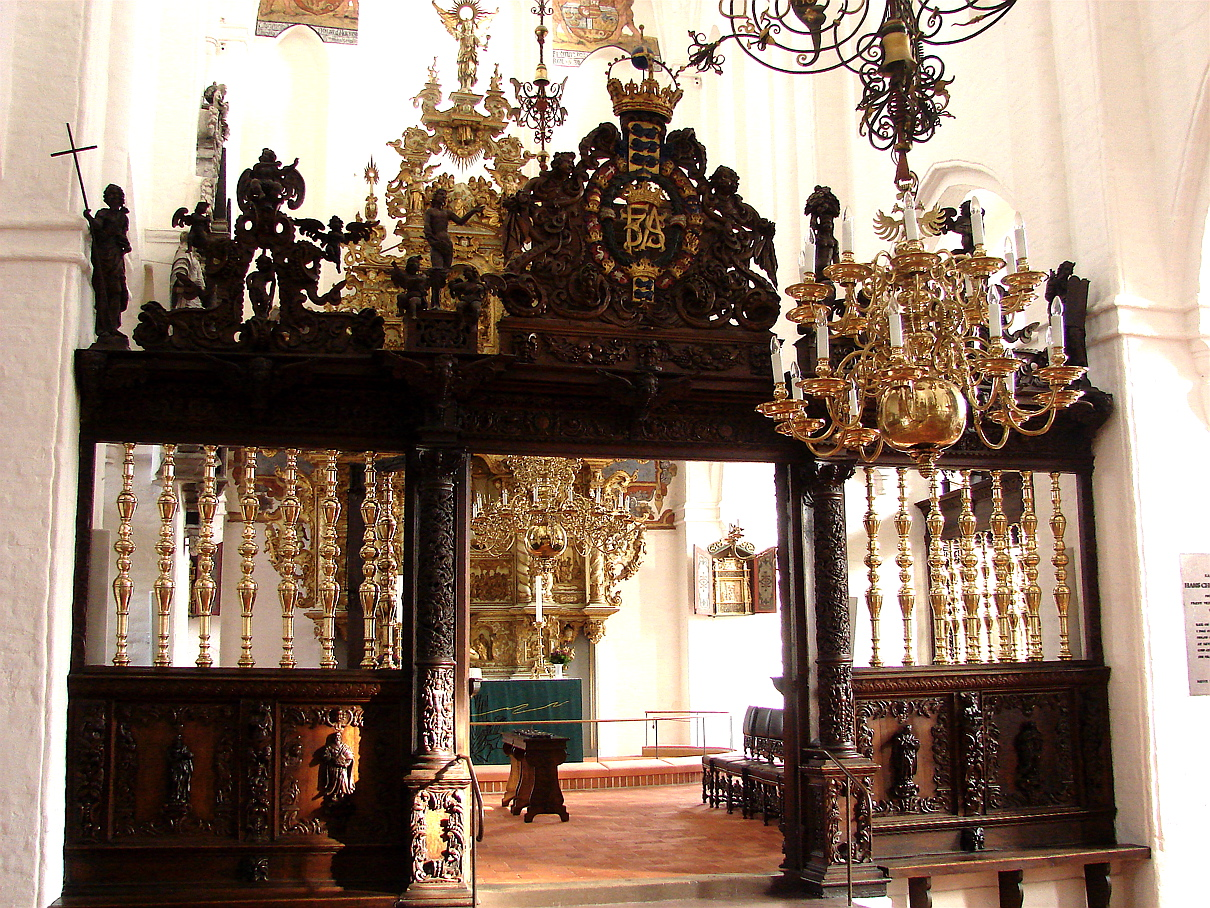
Koorhek